# La guida in cucina: Che si mangia oggi?
La guida in cucina: Che si mangia oggi? (世界のごはん しゃべる！DSお料理ナビ?, Sekai no Gohan Shaberu! DS Oryōri Navi), noto in Nord America come Personal Trainer: Cooking, è un libro di ricette digitale per Nintendo DS. Il software è stato pubblicato per la prima volta in tutta Europa il 20 giugno 2008. Sono poi seguite la pubblicazione in Australia il 3 luglio 2008, in Nord America il 24 novembre 2008 e in Giappone il 4 dicembre 2008.
La guida in cucina è un tutorial di ricette, originariamente creato come sequel di un altro ricettario per DS uscito solo in Giappone nel 2006: "Shaberu! DS Oryōri Navi". La Guida fa parte della serie Touch! Generations della Nintendo. In Nord America fa parte della serie Personal Trainer. Il tutorial è stato doppiato inglese, francese, italiano, tedesco o spagnolo.

## Il software
La versione europea e nordamericana e australiana della guida in cucina è un "aiuto in cucina interattivo" che fornisce istruzioni passo -  passo, su come cucinare una serie di 250 ricette, mentre la versione giapponese ne include circa 300. L'utente viene guidato attraverso il processo di preparazione e cottura tramite una narrazione audio e video, utilizzando, per procedere attraverso ogni fase della cottura, il riconoscimento vocale Nintendo DS. Gli utenti possono anche scegliere le ricette in base all numero di calorie, o agli ingredienti che in quell'istante si ha a portata di mano. La guida memorizza i piatti che il giocatore ha già preparato. L'applicazione permette inoltre agli utenti di prendere appunti e di compilare una lista della spesa. Funzioni caratteristiche sono un timer di cottura e una calcolatrice.

## Sviluppo

L'Edizione Speciale Nintendo DS Lite di Personal Trainer: Cooking USA con custodia personalizzata inclusa (Special Edition Green Nintendo DS).

La prima versione della Guida in Cucina è uscita in anteprima in Giappone nel 2006; venne successivamente presentata negli Stati Uniti durante la conferenza stampa della Nintendo, presso il Kodak Theatre di Hollywood in occasione dell'E³ del 2008. In seguito venne mostrata nel mese di ottobre del 2008, in occasione della conferenza stampa dalla Nintendo al Live Blog USA di San Francisco. Dopo aver venduto 600 000 copie in Nord America e in Europa nei primi due giorni successivi alla distribuzione, la Nintendo ha annunciato il 27 aprile 2009 che il tutorial sarebbe stato confezionato in verde, l'ultimo colore aggiunto all'arcobaleno hardware dei Nintendo DS Lite. La versione Nintendo DS Lite di colore verde, lo "Special Edition Green Nintendo DS", venne distribuita solo in Nord America il 3 maggio 2009.

## La guida in cucina

### Programma software
Il software de La Guida in Cucina fornisce otto utili funzioni:
- Calcolo automatico delle quantità degli ingredienti per 1, 2, 4 o 6 persone.
- Evidenziazione degli utensili necessari e consigliati per preparare ogni piatto.
- Video esplicativi e informazioni testuali sulle diverse tecniche di cucina.
- Suggerimenti di sostituti europei agli ingredienti asiatici, poco utilizzati in occidente.
- Elenco di tutte le ricette disponibili con gli ingredienti che si hanno a disposizione.
- Possibilità di passare da una fase all'altra della ricetta semplicemente parlando, grazie al microfono della console.
- Possibilità di prendere appunti a mano sulle ricette, tramite il touch screen.
- Un timer per mantenere sotto controllo i tempi di cottura.
- Creazione di un elenco delle proprie ricette preferite.

Il tutorial permette di personalizzare alcune impostazioni come, le dosi di una ricetta, o la pianificazione del calendario per le ricette programmate nella settimana successiva.

### Ricette
Le ricette della guida in cucina sono disposte per Nazione, e forniscono una vasta scelta dei piatti più famosi del mondo. La scelta può essere visualizzata in quattro modi diversi: "Lista completa", "Paese Area", "Condizioni" e "Parola chiave".
- La selezione "Lista completa" permette di scegliere le ricette per tipologia come: Insalate, Minestre, Pasta Riso Pane, Carne, Pesce, Verdure, Contorni e Dolci.
- La selezione "Paese Area" permette di scegliere le ricette da una mappa geografica planetaria. Si potrà selezionare la nazione con le frecce ai lati o con la stilo DS. Selezionato il paese vi sarà mostrato in alto sullo schermo basso, una lista delle sue ricette, e nello schermo alto i dettagli sul paese e sulle ricette.
- La selezione "Condizioni" permette di scegliere delle condizioni di ricerca dei piatti come: appunti, difficoltà, ingredienti, preparazione, calorie e tempo.
- La selezione "Parola chiave" permette di scegliere i piatti tramite l'inserimento di parole chiave, ad esempio: “speziato”, “cremoso”, “bistecca” o anche “aglio”, “agnello”, “alici”.

La guida in cucina fornisce una sezione chiamata, “Dizionario”, un glossario utile per spiegare ciò che la guida in cucina possiede, come ingredienti, ingredienti alternativi, utensili, preparazioni di base, tecniche di taglio, terminologia, segreti culinari, impasti e salse, punti fondamentali e video esplicativi.
“Impasti e salse” è una sezione extra che insegna come creare alcuni ingredienti per le ricette della guida in cucina.

### Lista della spesa
La guida in cucina fornisce anche una sezione chiamata, “Lista della spesa”, sezione che funziona in tutto per tutto come una vera lista della spesa, anche fornita di una calcolatrice elettronica.

### Impostazioni
Le impostazioni della guida in cucina offrono un utile sistema per limitare gli ingredienti per chi soffre di allergie a particolari alimenti, evidenziati su tutte le ricette che li contengono.

## La collaborazione con la Tsuji Cooking Academy
Le ricette de La Guida in Cucina sono state selezionate e perfezionate da membri della Tsuji Cooking Academy, accademia di cucina giapponese fondata nel 1917 con sede a Osaka. Anche i video esplicativi sono stati forniti dalla Tsuji Cooking Academy.

## Riconoscimenti

### Vendite
La catena di supermercati britannica ASDA ha dichiarato che La Guida in Cucina ha venduto oltre 10 000 copie nella prima ora di pubblicazione e il suo successo ha contribuito ad un aumento di vendite dei prodotti utilizzati nelle ricette.
La versione nord americana fu tra i giochi più venduti per Nintendo DS a dicembre 2008.

### Accoglienza
| Testata                          | Giudizio    |
| -------------------------------- | ----------- |
| Metacritic (media al 22-1-2014)  | 81%         |
| Eurogamer                        | 81%         |
| Gamekult                         | nessun voto |
| IGN                              | 91%         |
| Les Gameuses                     | 2.5/5       |
| Pocket Gamer                     | 71%         |
| Mario & Yoshi’s Friends Megazine | 7.8/10      |
| Official Nintendo Magazine       | 80%         |

#### Recensioni statunitensi
Il videogioco, La Guida in Cucina e stato ben accolto negli Stati Uniti, ricevendo dal sito statunitense Metacritic una valutazione dell'81%.
La rivista ufficiale statunitense della Nintendo: Official Nintendo Magazine, sentì il dovere di mettere in evidenzia alcuni aspetti del gioco, dichiarando che fosse meglio di un consueto libro di ricette. Il tutorial fu elogiato, sia per la facilità dell'uso del software, che per la vasta gamma di ricette che offre, ma ad un certo punto fu ritenuto che il prezzo Europeo al dettaglio fosse troppo basso. La valutazione della rivista Official Nintendo Magazine è stato dell'80%.
Il sito statunitense, Pocket Gamer, ha fatto provare La Guida in Cucina a degli chef professionisti. I cuochi, mentre preparavano le ricette, hanno dichiarato di aver utilizzato sporadicamente le istruzioni del videogioco. Nel complesso, La Guida in Cucina fu più utile di altri Touch! Generations testati dalla Pocket Gamer come, Dr. Kawashima's Brain Training.
La IGN, sito statunitense ha dato alla Guida in Cucina un voto di 9 su 10, lodando, sia la sua accessibilità all'interfaccia utente, che alle caratteristiche, come la narrazione audio didatta. La Guida in Cucina venne premiato dalla IGN come il titolo di Miglior uso del Suono in un Videogioco nei 2008.

#### Recensioni francesi
Il videogioco venne ben accolto in Francia ottenendo un discreto successo, ma per la sua inaspettata caratteristica di non essere proprio un videogioco, venne criticato pesantemente da critici videoludici francesi.
Il sito francese, Gamekult ha ritenuto il software il primo del suo genere ad essere considerato il primo "non videogioco", grazie alle sue caratteristiche di guidare gli utenti nella preparazione delle ricette. il successo del tutorial indusse a sperare ad una nuova versione del videogioco e alla possibilità di scaricare nuovi contenuti per avere una vasta scelta di ricette.
Il sito francese Les Gameuses a valutato La Guida in Cucina come un ottimo videogioco per imparare a cucinare per la sua facilita nell'uso, per le spiegazioni molto accurate nei diversi passaggi culinari è per la funzionalità vocale che permette di non toccare la console mentre si cucina, ma per il suo utilizzo non viene considerato un videogioco. Premindolo per la sua originalità unica, La Guida in Cucina riceve una valutazione dalla Les Gameuses di 2,5 su 5.

#### Recensioni italiane
Il videogioco La Guida in Cucina non è stato molto atteso in Italia, ricevendo però numerose lodi sull'idea. Al momento d'uscita, ha ricevuto recensioni generalmente positive.
La rivista italiana Mario & Yoshi's Friends Megazine ha ritenuto il videogioco "incompleto" per le poche ricette presenti e per la quantità di ingredienti non molto reperibili in Italia. Alla fine ha valutato il titolo 7,8 su 10, ritenendo che nonostante tutto, il software è un capolavoro di programmazione.
Il sito italiano Multiplayer.it ha ritenuto di non considerare La Guida in Cucina un videogioco, bensì un software che funge da ricettario e da guida nell'esecuzione delle ricette stesse presenti nel programma; non rientrando nei parametri videoludici convenzionali, non ha dato alla Guida in Cucina nessun voto, pur lodandolo per la sua originalità e facilità d'uso e attribuendogli un giudizio positivo.

### Premi e riconoscimenti
2008
- Imagine Games Network, Titolo, Miglior uso del Suono in un Videogioco.[21]

### Eventi
La Nintendo in collaborazione con lo show televisivo americano Supermarket Sweep organizzò un evento esclusivo dedicato alla uscita del videogioco La guida in cucina: Che si mangia oggi?. Le dieci squadre gareggiarono in una folle corsa per raccogliere gli ingredienti di un'unica ricetta (scelta a caso) evidenziata sui loro Nintendo DS.

### Doppiaggio
Il videogioco è stato doppiato in giapponese, inglese, francese, italiano, tedesco e spagnolo.
| Personaggio       | Doppiatore giapponese | Doppiatore inglese | Doppiatore francese | Doppiatore italiano | Doppiatore tedesco | Doppiatore spagnolo |
| ----------------- | --------------------- | ------------------ | ------------------- | ------------------- | ------------------ | ------------------- |
| La voce del Cuoco | -                     | -                  | -                   | Pietro Ubaldi       | -                  | J. Ignacio Latorre  |